# 阿穆尔河沿岸临时政府
阿穆尔河沿岸临时政府（俄语：Приамурское государственное образование）存在于1921年5月26日—1922年10月25日，为俄国白军在滨海边疆州建立的反共政权，也是俄国内战时期最后一个白军政权。

## 历史

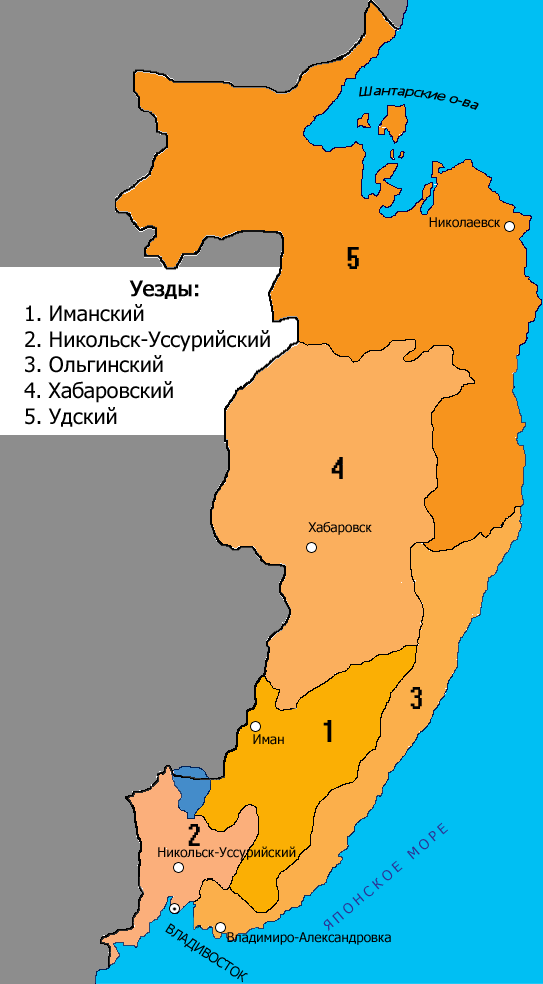
滨海边疆州地图

阿穆尔河沿岸临时政府发端于 1921年5月23日。当时，白色反抗军(远东白军的残余部队)发动政变，推翻了布尔什维克统治下远东共和国的滨海边疆州政府，并控制了阿穆尔地区（即外东北）东南部。由于日本对西伯利亚的干涉，临时政府作为苏联和日本之间的缓冲国，得以在日本的保护下延续至1922年10月。(此时日军因被迫从俄国撤离,无力保护该政权)。

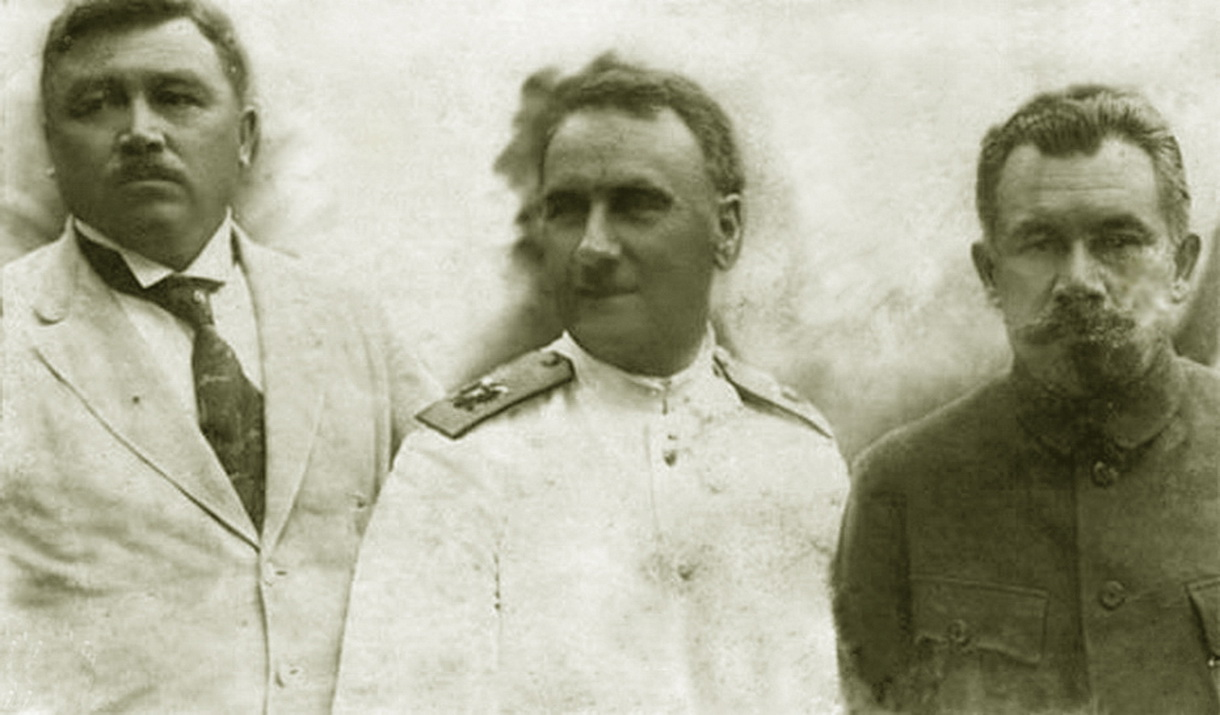
政府成员合影，从左到右分别为：外交部长N·D·梅尔库洛夫，舰队司令G·K·斯塔尔克和政府主席S·D·梅尔库洛夫。

新生的临时政府由海参崴的本土精英斯皮里东·梅尔库洛夫（职务为政府主席）和尼古拉·梅尔库洛夫 （职务为外交部长）两兄弟领导。 1921 年，外贝加尔阿塔曼格里戈里·谢苗诺夫意图与日军合作，篡取临时政府的军政大权。但由于谢苗诺夫并未得到日本的支持，最终被迫撤退。由此，白色反抗军中的两大势力：科穆奇人民军势力同外贝加尔哥萨克势力之间的矛盾被进一步地扩大。
1921年11月后，白色反抗军开始向北攻击红军。1921年12月22日，临时政府于哈巴罗夫斯克战役中征服伯力，基本控制了阿穆尔地区东部。 
1922年夏，梅尔库洛夫兄弟因无力应对国内的政治形势，加上前线部队作战不力，被迫将权力转交给白军领袖米哈伊爾·季捷里赫斯上将。
1922年7月，季捷里赫斯于海参崴召开缙绅会议 。该会议呼吁全体俄国人民应就推翻沙皇之举而悔过，并宣告尼古拉·尼古拉耶维奇大公为俄国新任沙皇，莫斯科牧首吉洪为缙绅会议名誉主席（尽管他们并未出席这场会议）。随后，自称为“沃伊沃德” 的季捷里赫斯发布一号法令，将政区更名为阿穆尔边疆区，将原有部队改组为地方防卫军。
日军撤离俄国后，势如破竹的红军于1922年10月25日收复海参崴。自此，阿穆尔河沿岸临时政府宣告灭亡。不过，被临时政府派去支援雅库特起义的将军阿纳托利·佩佩利亚耶夫仍控制着阿扬-迈斯基区，直至1923年6月17日才向苏联投降。此次投降标志着俄国内战的结束。